# Affreschi della cappella di San Filippo

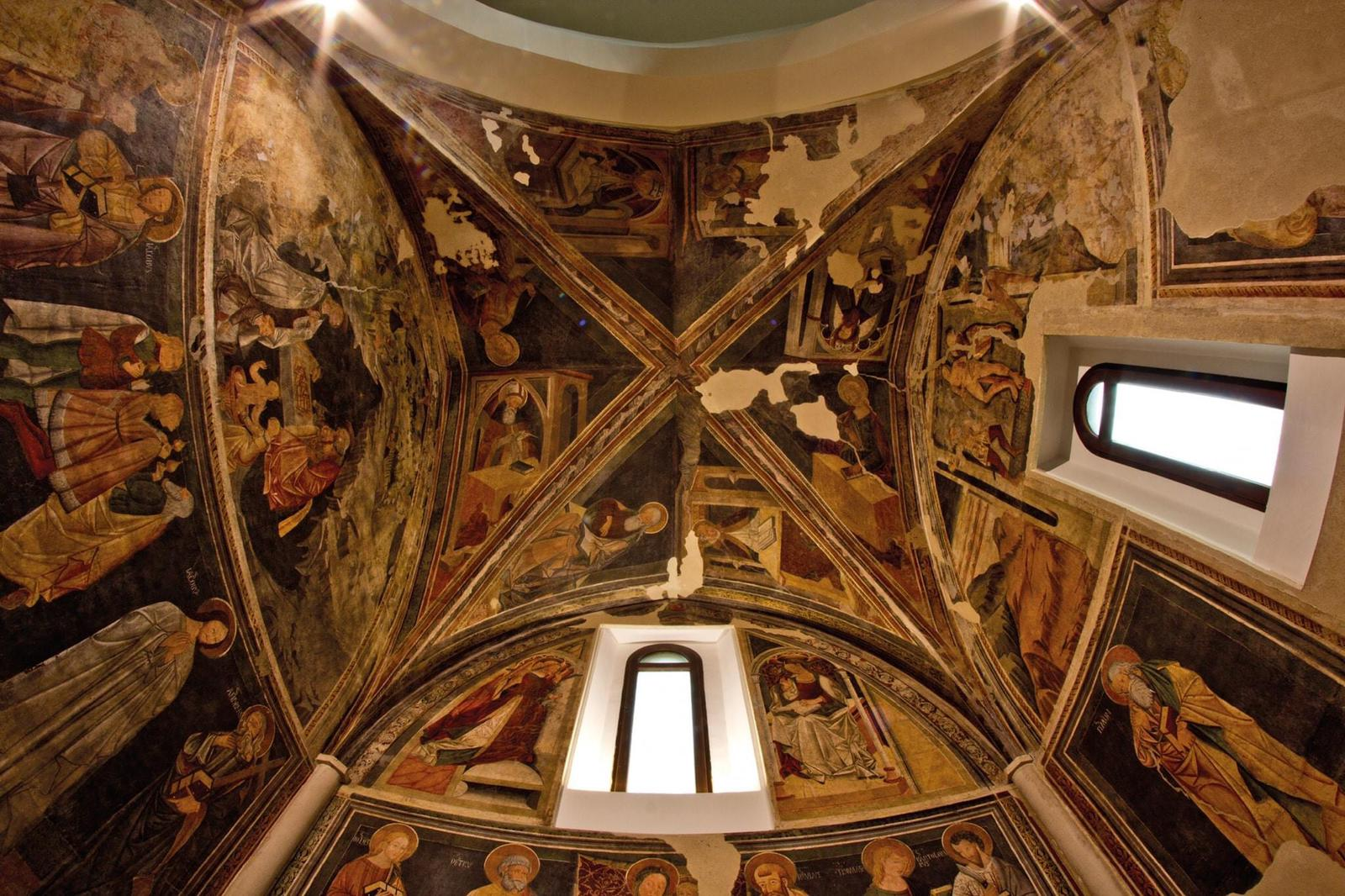
Gli affreschi della cappella di San Filippo

Gli affreschi della cappella di San Filippo nella chiesa di San Filippo di Agira a Laurito furono realizzati nel XV secolo da maestranze diverse.

## Descrizione

### Registro inferiore
Tutte e tre le pareti perimetrali presentano un doppio registro sovrapposto. Su quello inferiore è raffigurata una teoria con i dodici apostoli, i discepoli scelti e chiamati personalmente da Gesù per costituire il nucleo iniziale e fondante della Chiesa. Si dispongono, allineati in posizione stante, nel registro inferiore perché rappresentano idealmente le fondamenta umane della Chiesa; sono gli inviati da Cristo per costruire una Chiesa saldamente ancorata sulla roccia. Lo sfondo alle loro spalle è monocromo, azzurro, secondo la tradizione bizantina. Gli apostoli - quattro sulla parete di sinistra, cinque sulla parete centrale, tre sulla parete di destra - sono individuabili dal nome, scritto in corrispondenza di ogni figura e dagli attributi tradizionali. Matteo e Giuda Taddeo sono appena visibili sulla parete a destra di chi entra, accanto a Simone il Cananeo. La teoria non comprende né Giuda Iscariota, né Mattia, mentre include Paolo, l'apostolo extra numerum. Il nome di Paolo compare in due liste, che escludono entrambe Mattia, l'apostolo nominato al posto di Giuda Iscariota. 
Il registro inferiore della parete a sinistra entrando presenta al centro, tra gli apostoli, tre figure sospese sullo sfondo, tre notabili con gli abiti dell'epoca, identificati come Re Magi. Sono colti nel gesto di porgere a Gesù bambino le ampolle con i loro doni. Ma mentre due di questi personaggi sono genuflessi in adorazione e guardano rapiti la scena della Natività, il terzo rimane in posizione eretta ed è rivolto verso lo spettatore che fissa con sguardo insistente per sollecitare attenzione, riconoscimento e ringraziamenti. Sulla parete principale, affiancata dagli apostoli Pietro e Paolo, è collocata Maria in atto di allattamento.

### Registro superiore
Il registro superiore comprende tre scene fondamentali del Nuovo Testamento, una per parete.
Sulla parete centrale è raffigurata l'Annunciazione secondo Luca. Un angelo, appesantito da un ricco panneggio, con ali troppo piccole, attraversa un arco, incorniciato con girali floreali che simulano l'aspetto materico dello stucco bianco, per sostare in una stanza ricca di marmi policromi. Nella seconda scena è presente la Vergine Annunciata il cui disegno rivela lo sforzo compiuto dall'artista, all'interno dell'intero ciclo pitrorico, nella applicazione della ricerca prospettica. Il linguaggio è ancora immaturo e ricorre a stentati scorci di mani, di aureole e di sgabelli, a incoerenti piani d'appoggio, a figure costruite con la disposizione geometrica, a spigolo vivo dei panneggi. Ricorre ad una profondità elementare ottenuta con la sovrapposizione di elementi architettonici o con l'inserimento, come nel caso dell'Annunciazione, di un fondale, un drappo damascato.
Sulla parere a sinistra dall'ingresso è narrata la Natività, con l'annuncio ai pastori e l'arrivo dei Magi, completata con la citazione apocrifa della levatrice ebrea e di Salome, quadro tratto dal protovangelo di Giacomo e dal vangelo dello pseudo-Matteo. È una citazione che inserisce nel racconto un tono di realismo, proprio del comune vissuto umano nello stesso modo della Galaktotrophousa. La Madonna che dà il latte, infatti, offre con questo gesto, al figlio (e, per estensione, a tutti i figli), un elemento naturale invocato per la vita che è comunemente associato all'acqua purificatrice la quale inserisce l'uomo nell'economia del sacro.
L'associazione latte/acqua è richiamata dall'acqua con cui la levatrice ebrea e Salome e Maria usano lavare il Bambino Gesù. Numerosi episodi miracolosi, collegati a quest'acqua, sono raccontati con insistenza in un ulteriore vangelo apocrifo, il vangelo dell'infanzia arabo siriaco. L'apocrifo si presenta come espressione della fede popolare che si affida completamente a Maria in qualità di madre divina, riconosciuta come colei che intercede presso il Figlio per turta l'umanità senza sosta e senza esclusioni di sorta. In questo vangelo la salvezza passa attraverso l'acqua delle abluzioni del neonato Gesù e attraverso le fasce che lo avvolgono e che nemmeno il fuoco riesce a distruggere. Le fasce del divino neonaro diventano vere reliquie distribuite a piene mani da Maria, donate persino ai Magi, per guarire sia dalle malattie organiche sia dalle forze demoniache. Anche nel campo dell'etnografia è messa in risalto l'intercambiabilità del potere dell acqua con quello del latte. Gli episodi narrati nel vangelo apocrifo richiamano in sostanza le proprietà di taumaturgo e di esorcista riconosciute a Filippo di Agira.
Sulla parete alla destra dall'ingresso, il terzo episodio tratto dalla Passione di Cristo rappresenta la Flagellazione. Mentre l'evangelista Luca farà dire, per ben due volte, a Pilato che dopo aver castigato Gesù lo avrebbe rilasciato e non parla di flagellazione, gli evangelisti Marco e Matteo, al momento della condanna a morte, presentano la flagellazione come una punizione previa alla crocifissione.